# Affaire de Tottenham

Première page de The Illustrated London News, avec un dessin de Cyrus Cuneo représentant la course-poursuite en tramway.

L'affaire de Tottenham (en anglais : Tottenham Outrage) est une affaire criminelle britannique concernant un vol à main armée suivi d'une course-poursuite et d'une fusillade, commis le 23 janvier 1909 à Tottenham, quartier du nord de Londres.
Les coupables, Paul Helfeld et Jacob Lepidus, deux immigrés juifs lettons, sont membres d'un parti socialiste letton à l'origine de la diffusion de tracts révolutionnaires en Russie. Avant le braquage, ils vivent avec le frère de Lepidus, Paul, à Paris. En 1907, celui-ci est tué par l'explosion prématurée de la bombe qu'il transporte pour assassiner le président français, Armand Fallières. Ils quittent alors la France pour s'installer dans le nord de Londres, où ils deviennent membres d'un petit groupe d'agitateurs lettons.
Le 23 janvier 1909, Helfeld et Lepidus dérobent les salaires des ouvriers de l'usine Schnurmann, dans laquelle Helfeld s'est fait engager peu de temps avant. Une course-poursuite de deux heures s'engage entre la police et les cambrioleurs armés, sur une distance de 10 km à travers les rues de la banlieue nord de Londres. Vingt-trois personnes sont blessées, parmi lesquelles sept policiers, et deux personnes sont tuées. Les deux voleurs tentent de se suicider à la fin de la poursuite ; Lepidus meurt sur le coup tandis qu'Helfeld est hospitalisé et décède quelques jours plus tard.
La bravoure des policiers lors de la course-poursuite conduit à la création de la King's Police Medal, qui est décernée à plusieurs des personnes impliquées. Les funérailles conjointes des deux victimes, l'agent de police William Tyler et Ralph Joscelyne, un garçon de dix ans, réunissent près d'un demi-million de personnes en deuil, dont 2 000 policiers. L’événement exacerbe les sentiments de mécontentement à l’égard des immigrés à Londres et une grande partie de la couverture médiatique prend un ton antisémite. L'impact sur l'opinion publique est amplifié par un autre vol à main armée perpétré par des immigrés lettons en décembre 1910, qui tue trois policiers ; ce rejet culmine avec le siège de Sidney Street.

## Contexte

### Immigration et démographie à Londres
Au XIXe siècle, l'Empire russe, qui englobe alors la Lettonie, abrite environ cinq millions de Juifs, ce qui représente la plus grande communauté juive du monde à l'époque. Ils sont soumis à des persécutions religieuses et à des pogroms, ce qui pousse un grand nombre d'entre eux à émigrer. Entre 1875 et 1914, environ 120 000 personnes arrivent au Royaume-Uni, principalement en Angleterre. Le flux atteint son apogée à la fin des années 1890 lorsqu'un grand nombre d'immigrés juifs — pour la plupart pauvres et peu qualifiés — s'installent dans l'East End ; dans certains quartiers de Londres, les Juifs représentent près de 100 % de la population. En raison de l'afflux de Russes à Tottenham, au nord de Londres, la région gagne le surnom de « Petite Russie ».
Certains expatriés sont des révolutionnaires et beaucoup ne parviennent pas à s'adapter à la vie à Londres. Pour l'historien social William J. Fishman, « les anarchistes meschuggena [« fous », en yiddish] sont presque acceptés comme faisant partie du paysage de l'East End ». Les termes « socialiste » et « anarchiste » sont utilisés de manière indistincte par la presse britannique pour désigner de manière générale ceux qui ont des idées révolutionnaires.
Plusieurs factions révolutionnaires mènent des actions dans l'est et le nord de Londres. Ils utilisent une tactique souvent employée par les révolutionnaires en Russie : l’expropriation de propriétés privées pour financer des activités radicales. L’afflux d’immigrés et l'augmentation des violences qui en découlent suscitent de nombreuses inquiétudes et une couverture médiatique. En conséquence, le gouvernement britannique adopte en 1905 l'Aliens Act (en) dans le but de réduire l'immigration. La presse populaire reflète les opinions de beaucoup d'habitants ; un éditorialiste du Manchester Evening Chronicle soutient le projet de loi, écrivant qu'il vise à exclure « l'étranger sale, démuni, malade, vermineux et criminel qui se jette sur notre sol ». Le journaliste Robert Winder, dans son analyse de l'immigration en Grande-Bretagne, estime que la loi « a approuvé officiellement les réflexes xénophobes qui auraient pu [...] rester en sommeil ».

### Les deux coupables

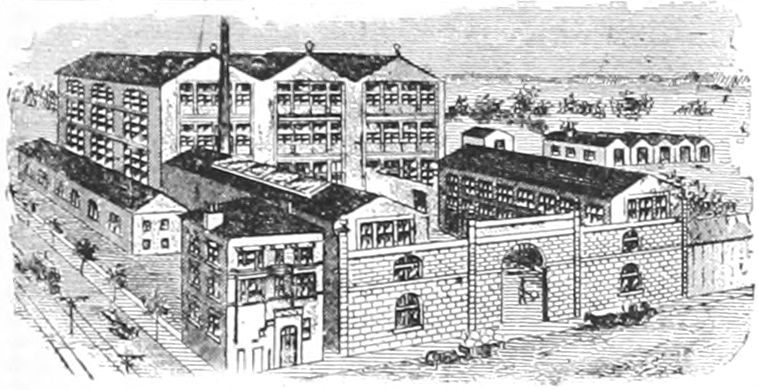
L'usine de caoutchouc Schnurmann, où a lieu le vol, en 1899.

Paul Helfeld (également appelé Hefeld), âgé de 21 ans en 1909, et Jacob Lepidus (aussi appelé Lapidus), 25 ans, sont des immigrés juifs lettons. Ils sont membres d'un parti letton à l'idéologie socialiste et, bien qu'ils n'y occupent pas de postes à responsabilité, ils introduisent clandestinement des tracts révolutionnaires en Russie pour le compte du parti. Les deux hommes vivent à Paris en 1907, avec Vladimir, le frère de Jacob, un poseur de bombes révolutionnaire portant le nom de guerre « Striga ». Jacob est décrit dans le Times comme un « membre d'une célèbre famille révolutionnaire russe ». Le 1er mai 1907, Paul Lépidus est tué lors de l'explosion prématurée d'une bombe qu'il transporte en vue d'assassiner Armand Fallières, le président français. Lepidus et Helfeld fuient le pays et vivent en Écosse pendant un an, avant de déménager à Tottenham.
Les deux hommes rejoignent un petit groupe de provocateurs lettons vivant dans le nord de Londres ; selon d'autres membres, ils ont un casier judiciaire et se sont joints au groupe pour couvrir les vols qu'ils ont commis. Lepidus est employé brièvement dans une usine de meubles, tandis que Helfeld accepte un emploi à l'usine de caoutchouc Schnurmann à Tottenham. Ce dernier refuse de donner son nom lorsqu'il rejoint l'entreprise et il est inscrit sur les feuilles de temps sous le nom d'« Éléphant » en raison de sa forte corpulence. Située au coin de Tottenham High Road et Chesnut Road, l'usine se trouve en face du poste de police de Tottenham, qui est administré par la Metropolitan Police,.
La Special Branch soupçonne un autre individu, le révolutionnaire russe Christian Salnish, d'avoir organisé le vol. Salnish, qui utilise régulièrement le pseudonyme de Jacob Fogel, est révolutionnaire dès l'âge de 13 ans. Il participe à la révolution russe de 1905 et est ensuite impliqué dans la création de groupes de résistance à Saint-Pétersbourg — alors capitale de l'Empire russe — et dans la zone aujourd’hui couverte par les États baltes. La Special Branch soupçonne le braquage d'être guidé par une motivation politique, en raison de l'implication de Salnish, mais puisqu'Helfeld et Lepidus retournent leur arme contre eux à la fin de la course-poursuite, la motivation du crime ne peut être établie.

## Vol et course-poursuite

### Vol de la paie des ouvriers
Le 23 janvier 1909, Helfeld et Lepidus attendent devant l'usine Schnurmann. Chaque semaine, à la même heure, le chauffeur de Schnurmann, Joseph Wilson, se rend dans une banque à Hackney, avec Albert Keyworth, un garçon de bureau de 17 ans. Ils récupèrent le salaire de la semaine, qui se monte ce jour-là à 80 £ en or, argent et cuivre, et retournent à l'usine où ils arrivent vers 10 h 30. La voiture s'arrête pour permettre à Keyworth, qui tient le sac d'argent, d'ouvrir les portes ; alors que le garçon commence à partir, Lepidus l'attrape et essaie de lui prendre le sac, mais Keyworth le retient. Wilson arrête la voiture et vient en aide à Keyworth. Alors que le trio lutte, Wilson tombe au sol et Lepidus réussit à prendre le sac. Helfeld se joint au combat ; il sort son arme — un Browning de calibre .32 — et tire plusieurs fois sur Wilson. Les tirs traversent son manteau ; l'un d'entre eux le blesse à l'abdomen. Le rapport de police indique qu'il a « d'une manière miraculeuse et inexplicable [...] échappé à ses blessures ».

### Course-poursuite

Parcours de la course-poursuite:1. Usine de caoutchouc Schnurmann.2. Commissariat de police de Tottenham.3. Meurtre de Ralph Joscelyne.4. Meurtre de l'agent Tyler.5. Suicide de Helfeld.6. Suicide de Lepidus.

Deux agents de police (police constable), Tyler et Newman, en service dans le poste de police voisin, entendent les coups de feu, quittent leur poste et poursuivent les deux hommes sur Chesnut Road. À mi-chemin, George Smith, un passant, jette Lepidus à terre. Pendant qu'ils luttent, Helfeld tire sur Smith à quatre reprises. Deux balles traversent sa casquette, dont l'une lui érafle le cuir chevelu, un autre le touche à la clavicule et un le manque complètement. Tandis que les deux hommes armés courent dans la rue, d'autres personnes se joignent à la poursuite, tout comme plusieurs policiers du commissariat en congé, aucun ne portant d'arme à feu. Certains sont à pied et d'autres réquisitionnent les vélos des passants. Un policier riposte avec un pistolet emprunté à un e personne de la foule. La voiture de l'usine se joint à la poursuite, conduite par Wilson ; il fait une pause et le constable Newman monte à bord de la voiture avant de se lancer à nouveau à sa poursuite. Tyler court à côté du véhicule,,. Alors que la voiture s'approche d'eux, les deux malfaiteurs se retournent et ouvrent le feu. Un tir casse la conduite d'eau de la voiture, la désactivant, et Wilson est victime d'une blessure mineure au cou. La joue et l'oreille de Newman sont légèrement blessées par un coup de feu. Des passants tentent de se mettre à l'abri, mais l'un d'entre eux, Ralph Joscelyne, un garçon de dix ans, est touché par une balle à la poitrine. Il est emmené à l'hôpital à vélo, mais son décès est constaté à son arrivée. Les hommes armés poursuivent leur fuite et se dirigent vers le marais de Tottenham. Les agents Tyler et Newman prennent un raccourci et font face aux deux hommes près d'un incinérateur de déchets. Tyler s'approche d'eux et, lorsqu'il se trouve à moins d'une dizaine de mètres d'eux, les invite à se rendre. Helfeld lui tire dessus et la balle lui traverse la tête. Les deux criminels repartent, tandis que Tyler est transporté dans une maison voisine, depuis laquelle une ambulance est appelée. Il est transporté à l'hôpital de Tottenham, où il est déclaré mort cinq minutes après son arrivée,,.
Helfeld et Lepidus traversent la voie ferrée voisine et suivent la rive ouest de la rivière Lea jusqu'à la traverser. Ils parviennent à contenir la foule sur le pont en tirant des coups de feu. Des hommes qui chassent les canards dans les marais ripostent avec leurs fusils de chasse et, lorsque les deux criminels quittent le pont, des footballeurs locaux se joignent à la poursuite. Helfeld et Lepidus longent la rive ouest du canal Lee Navigation (en) ; des ouvriers les suivent sur la rive opposée pour tenter de leur couper la route, mais plusieurs sont blessés quand les deux hommes leur tirent dessus. Le duo traverse le canal à l'écluse de Stonebridge, puis passe un autre pont et retient à nouveau la foule qui les poursuit depuis le parapet du pont. Un policier, le constable Nicod, emprunte un pistolet à un passant et se fraie un chemin à travers les broussailles jusqu'à être suffisamment près pour tirer, mais le pistolet est défectueux et il rate son coup. Il est repéré par Helfeld et Lepidus, qui lui tirent dessus, le blessant au mollet et à la cuisse,,.
Helfeld et Lepidus continuent leur trajet le long du côté sud du réservoir Banbury. Alors qu'ils traversent une zone de terrain découvert, ils s'abritent derrière une botte de foin et retiennent les poursuivants, qui sont alors au nombre d'une vingtaine. Les deux hommes continuent jusqu'à atteindre Chingford Road, où ils montent à bord du tramway numéro 9. De nombreux passagers fuient et le contrôleur, qui voit arriver les hommes armés, grimpe les escaliers à l'avant du véhicule et tente de se cacher sur le pont supérieur. Lepidus le menace avec un pistolet et lui ordonne de prendre les commandes ; bien qu'il n'ait jamais conduit de tramway auparavant, il réussit à faire avancer le véhicule. Lepidus garde son pistolet pointé sur le conducteur, tandis que Helfeld tire sur les poursuivants derrière eux. Un policier réquisitionne un poney et une carriole ; il est armé et essaie de se rapprocher suffisamment du tramway pour tirer, mais Helfeld tire sur le cheval et la charrette se renverse. Un tramway se dirigeant en sens inverse est réquisitionné par un policier ; 40 autres personnes montent à bord et il fait marche arrière sur la piste à la poursuite du numéro 9. Le conducteur du tramway, qui souhaite se débarrasser des deux criminels, déclare qu'un commissariat de police est situé à l'angle suivant. Les deux criminels sautent du tramway à proximité d'un véhicule de laitier hippomobile, tirent sur le conducteur et volent son véhicule. Ils prennent la direction d'Epping Forest,,,.
Le chariot à lait se renverse lorsque les hommes prennent un virage trop vite, et ils menacent un garçon d'épicerie avant de lui voler son chariot de livraison ; Lepidus conduit tandis que Helfeld est assis à l'arrière, tirant sur leurs poursuivants. Un policier réquisitionne une voiture et, accompagné d'un collègue armé, continue de les poursuivre. Le chariot des deux malfaiteurs ne va pas très vite car son frein est toujours serré et l'une des roues ne fonctionne pas, ce dont Lepidus ne se rend pas compte. Le cheval est rapidement épuisé ; les deux hommes l'abandonnent et s'en vont à pied le long de la rive de la rivière Ching. Le sentier est bordé par une clôture haute d'1,80 m et, au fur et à mesure de leur avancée, il se rétrécit au point de devenir impraticable. Pour les deux hommes, il est trop tard pour faire demi-tour et ils décident de grimper ; Lepidus y parvient, mais Helfeld, épuisé par la poursuite, ne réussit pas à grimper. Il crie à Lepidus de s'enfuir et, alors que la police se rapproche, il pointe le pistolet sur sa tempe et se suicide. La balle pénètre dans son crâne un demi-pouce au-dessus de l’œil droit et ressort par le front de l’autre côté. Le tir ne le tue pas, mais il est désarmé et maîtrisé par la police avant de pouvoir tirer à nouveau. Il est transporté à l'hôpital de Tottenham,,,.
Lepidus continue sa fuite en prenant la direction de Hale End, une localité à proximité de Walthamstow. Il traverse la voie ferrée voisine et se réfugie à Oak Cottage, un petit duplex où habitent une femme nommée Rolstone et ses enfants. Elle se trouve à la porte d'entrée, après avoir quitté la maison en entendant les sifflets de la police, lorsque Lepidus entre dans la maison derrière elle et verrouille la porte. Lorsqu'elle voit Lepidus par la fenêtre, enfermé avec ses enfants, elle crie, ce qui attire les agents.

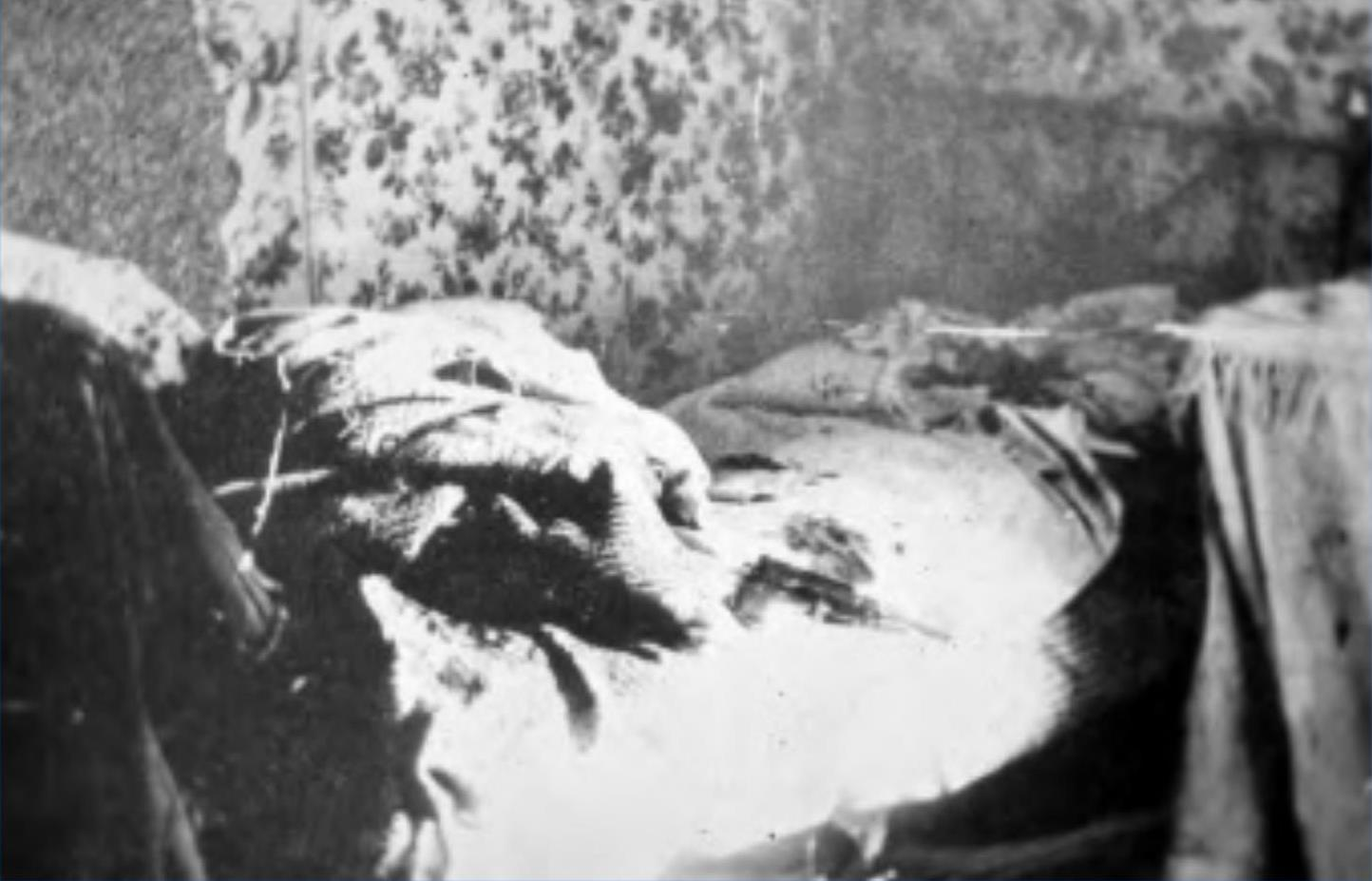
Le lit où Lepidus s'est suicidé.

Lorsque Lepidus monte à l'étage, un policier, le constable Dewhurst, entre par effraction par une fenêtre du rez-de-chaussée et fait sortir les enfants de la maison. Un autre agent, Charles Eagles, emprunte un pistolet à un passant et grimpe sur une échelle à l'arrière de la maison. Il est en mesure de tirer mais ne comprend pas comment fonctionne le dispositif de sécurité et l'arme ne tire pas. Eagles descend et entre dans la maison avec le constable John Cater et l'agent-détective Charles Dixon. Les trois remarquent des empreintes de mains couvertes de suie sur le mur, montrant que Lepidus a tenté de se cacher dans la cheminée. À l'aide d'un fusil de chasse à double canon, Dixon tire à travers la porte de la chambre dans laquelle Lepidus est entré, tandis que Cater et Eagles tirent avec leurs revolvers. Tous les trois entrent dans la pièce tandis que Lepidus met un drap sur sa tête. Eagles et Dixon tirent à nouveau en entrant, au moment même où Lepidus se tire une balle dans la tête. La police l'entraîne dehors, où il meurt quelques minutes plus tard,,,.
Les événements durent plus de deux heures et les fugitifs parcourent une distance totale de 10 km. Au cours de la fusillade, Helfeld et Lepidus ont tiré environ 400 cartouches. Vingt-trois victimes sont signalées, deux personnes étant mortellement blessées et plusieurs autres gravement. Sept policiers figurent parmi les victimes. La majeure partie de l'argent du vol n'a jamais été récupérée, à l'exception d'un sac de 5 £ de pièces en argent retrouvé sur le corps de Lepidus.

## Conséquences directes

### Enquêtes

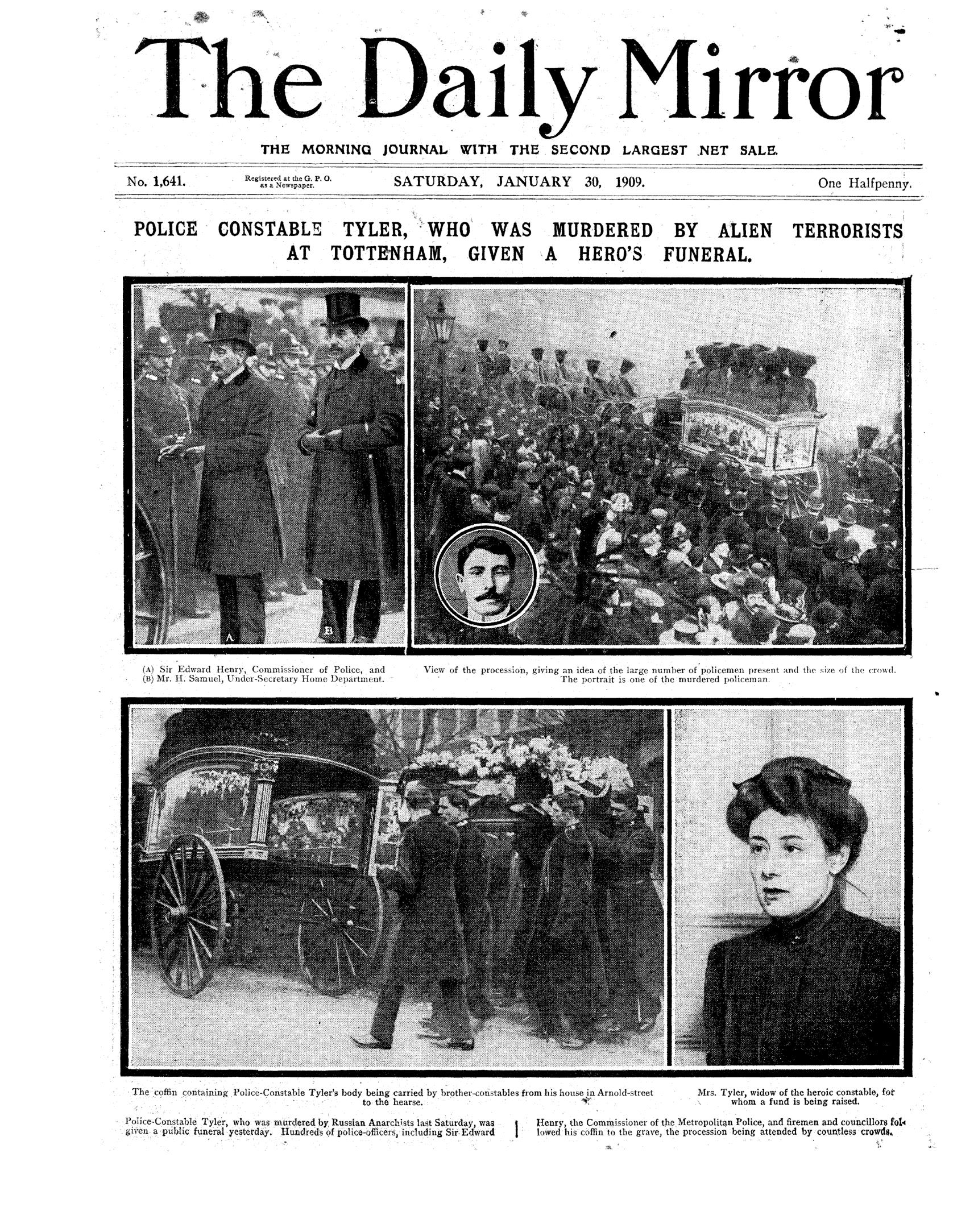
La une du Daily Mirror, rapportant les funérailles du constable Tyler.

Deux enquêtes ont lieu le 26 janvier 1909, l'une concernant la mort de Lepidus à Walthamstow et l'autre les meurtres de l'agent Tyler et de Ralph Joscelyne à Tottenham. Le coroner de la première enquête décrit Lepidus comme un « agent révolutionnaire secret » et déclare que la loi doit changer pour empêcher des criminels comme lui d'entrer en Grande-Bretagne. Bien que l'agent Eagles pense initialement avoir tiré le coup de feu qui a tué Lepidus, la balle extraite de son crâne indique le contraire. Au moment de prononcer le verdict, le jury déclare qu'il s'agit d'un suicide,.
L'enquête conduite à Tottenham repose sur l'audition de nombreux témoins tout au long du premier jour. Elle est ensuite ajournée jusqu'à la semaine suivante. Le verdict du jury rend Helfeld coupable du meurtre du constable Tyler, pour lequel le Letton comparaît devant le tribunal. La mort de Joscelyne, selon le jury, a été causée conjointement par Helfeld et Lepidus.

### Funérailles des victimes
Les funérailles communes de Ralph Joscelyne et de l'agent Tyler ont lieu le 29 janvier 1909, en présence de Sir Edward Henry, à la tête de la Metropolitan Police, et d'Herbert Samuel, sous-secrétaire d'État au ministère de l'Intérieur. Le cortège suit un parcours de quatre kilomètres et une foule nombreuse, estimée à plusieurs centaines de milliers de personnes, y assiste,,. La longue procession comprend des chevaux coiffés de plumes blanches portant le cercueil de Joscelyne et des chevaux à plumes noires portant celui de Tyler ; les deux sont drapés d'un pavillon Union Jack. Ils sont escortés par 2 000 policiers, la fanfare de la police, des pompiers appartenant à la brigade locale, un contingent de la Royal Garrison Artillery et des employés du tramway. Une salve de coups de feu est tirée à la fin du cortège funèbre. Les deux victimes sont enterrées l'une près de l'autre dans le cimetière d'Abney Park.

### Enterrement de Lepidus et Helfeld
Jacob Lepidus est enterré le même jour que Joscelyne et Tyler, dans un terrain non consacré du cimetière de Walthamstow, lors d'une cérémonie interdite au public. Un garde armé est maintenu autour de l'hôpital de Tottenham au cas où Helfeld tenterait de s'échapper. Bien que ses blessures aient commencé à cicatriser, il contracte une méningite. Lorsqu'une intervention chirurgicale est pratiquée le 9 février pour retirer des morceaux d'os enfoncés dans la plaie, la méningite s'aggrave et il meurt le 12 février. Avant sa mort, il prononce les seuls mots que les témoins l'entendront dire : « Ma mère est à Riga ». Une enquête permet d'établir le verdict : Helfeld s'est suicidé. Il est enterré, lui aussi dans une zone non consacrée, dans un cimetière près de l'hôpital de Tottenham,.

## Impact sur la société britannique

### Commémorations et hommages
Le père de Ralph Joscelyne décède peu après le meurtre de son fils. Sa mère garde les chaussures que son fils portait le jour de sa mort. Conformément à ses souhaits, elles sont enterrées avec elle à sa mort en 1953. Une collecte est organisée pour la veuve du constable Tyler, qui permet de récolter 1 055 £ ; elle ne reçoit que les intérêts, en plus de sa pension de veuve de 15 £ par an. Elle épousa plus tard l'agent Williams, qui a lui aussi participé aux événements du 23 janvier 1909 ; il meurt en 1925. Après le décès de la mère de Ralph Joscelyne, la somme d'argent récoltée pour elle est versée au fonds d'orphelinat de la Metropolitan Police et de la ville de Londres,,.
La King's Police Medal est créée par un mandat royal, en date du 7 juillet 1909, pour récompenser la bravoure des officiers qui ont pris en chasse Lepidus et Helfeld. Eagles, Cater et Dixon, les trois officiers ayant fait irruption dans Oak Cottage pour appréhender Lepidus, font partie des premiers récipiendaires, annoncés le 9 novembre 1909. Les trois font également partie des cinq officiers promus au grade de sergent sans avoir besoin de passer l'examen habituel ; Nicod et Dewhurst montent aussi en grade. Deux autres sont élevés au plus haut niveau de leur échelle salariale. Sept reçoivent une récompense financière du Bow Street Court Reward Fund.
En novembre 1909, un monument consacré à l'agent Tyler est construit sur sa tombe ; le coût de 200 £ est payé par les membres de la Metropolitan Police. Le mémorial est désigné monument classé le 24 mars 1997 par English Heritage (désormais appelé Historic England). Une croix est gravée sur un mur à l'endroit où Tyler a été tué et une plaque est installée sur le mur du poste de police de Tottenham. Une blue plaque à la mémoire de Joscelyne est placée sur l'église du Bon-Pasteur de Tottenham et une autre indiquant la fin de la course-poursuite est apposée sur le site approximatif d'Oak Cottage (désormais détruit).

### Réforme de la police et siège de Sidney Street
À la suite de l'affaire de Tottenham, le responsable de la police, Edward Henry, fonde une commission chargée d'examiner les demandes d'indemnisation déposées par les passants. La commission est également chargée de décider si l'arme de service utilisée par la police, le revolver Webley .450, est adaptée et si un nombre suffisant a été fourni. Dans sa conclusion, elle recommande que le Webley soit remplacé par le pistolet Colt Automatic. Une décision ultérieure prévoit la commande d'une arme à feu de fabrication britannique, le pistolet semi-automatique MP de calibre .32 Webley & Scott.
Ces changements ne sont toutefois pas mis en œuvre et, à la fin du mois de décembre 1910, un groupe de révolutionnaires lettons entreprend une tentative d'effraction dans une bijouterie, ce qui conduit au siège de Sidney Street. Cet événement provoque la mort de trois policiers, en blesse deux autres. La fusillade nécessite le déploiement de l'armée à Londres. Un examen plus approfondi après les événements de Sidney Street conduit la Metropolitan Police à remplacer le revolver Webley par le pistolet semi-automatique Webley & Scott de calibre .32 MP en 1911 ; la police de la Cité de Londres adopte la même arme en 1912.
Les événements de l'affaire de Tottenham sont reconstitués dans le film muet Doctor Brian Pellie and the Secret Despatch (1912) ; une deuxième version cinématographique, The Siege of Sidney Street, sort en 1960. Une interprétation hautement romancée des événements est à la base d'une sous-intrigue du roman The Tottenham Outrage de Matthew Baylis, publié en 2014.

### Débat politique sur l'immigration
Bien qu'il y ait initialement une certaine confusion au départ sur le parcours de Helfeld et Lepidus  — The Star écrit qu'ils sont Italiens — les actions des deux hommes conduisent à un débat sur le contrôle de l'immigration. Début février 1909, Herbert Gladstone, ministre libéral de l'Intérieur, défend le bilan du gouvernement Asquith en matière d'immigration, mettant en avant le nombre de militants étrangers expulsés de Grande-Bretagne pour leurs activités criminelles.

La presse populaire relaie largement l'affaire et certains journaux, en particulier le Daily Mail, accordent une place importante à la critique violente de l'Aliens Act de 1905, reprochant à la loi d'être trop ouverte et de rendre l'entrée dans le pays trop facile. La perception des immigrés par la population est modifiée par l'affaire et, selon la Metropolitan Police, celle-ci « provoque un certain antisémitisme public déplacé » qui imprègne encore plus l'opinion publique deux ans plus tard lors du siège de Sidney Street. En décembre 1910, lors des événements qui conduisent à ces événements, un article de fond du Times décrit la région de Whitechapel comme :

« [abritant] certains des pires anarchistes et criminels étrangers qui recherchent notre rivage trop hospitalier. Et ce sont ces hommes qui manient le pistolet et le couteau. La présente affaire rappelle inévitablement l’attentat extraordinaire et fatal survenu à Tottenham il y a moins de deux ans. »